# Yūki
Yūki (japanisch 結城市, -shi) ist eine Stadt in der Präfektur Ibaraki in Japan.

## Geographie
Yūki liegt nördlich von Koga und südwestlich von Mito am Kinugawa.

## Geschichte
Yūki entwickelte sich als Burgstadt und wurde bekannt für seine handgewebte Seide, die „Yūki tsumugi“ (結城紬). Es werden auch Geta und Tansu hergestellt.
Yūki wurde am 15. März 1954 zur Stadt erhoben.

## UNESCO-Kulturerbe
2010 wurde Yūki tsumugi, eine Herstellungstechnik für Seidenstoffe von der UNESCO in die Repräsentative Liste des immateriellen Kulturerbes der Menschheit aufgenommen.

## Verkehr
- Zug:
  - JR Mito-Linie
- Straße:
  - Nationalstraße 4
  - Nationalstraße 50

## Städtepartnerschaft
- 1983  Nagai, Schwesterstadt
- 1996  Mechelen, Schwesterstadt
- 2002  Fukui, Städtefreundschaft

## Angrenzende Städte und Gemeinden
- Chikusei
- Koga
- Oyama
- Yachiyo